# Яблоновський (Адигея)
Яблоно́вський (рос. Яблоно́вский, адиг. Кощхьабл, трансліт. Kośhabl) — селище міського типу в Тахтамукайському районі Адигеї.
Населення — 27 029 осіб (2012) — другий за населенням після Майкопа населений пункт Адигеї.
Розташований на лівому березі Кубані, напроти Краснодару. Є автомобільний і залізничний мости через Кубань.

## Економіка
Адигейський консервний завод. Більшість жителів працюють на підприємствах Краснодару.

## Населення
Національний склад за даними перепису 2002 року:
| Народ    | Чисельність, 2002, % |
| -------- | -------------------- |
| Росіяни  | 64,48 %              |
| Адиги    | 24,18 %              |
| Вірмени  | 3,41 %               |
| Українці | 2,03 %               |
| Курди    | 0,81 %               |
| Татари   | 0,65 %               |

## Культура
У селищі працює школа початкової освіти, три школи середньої освіти і філіал Майкопського державного технологічного університету.
У селищі є дві православні церкви і одна мечеть.